# 주케토

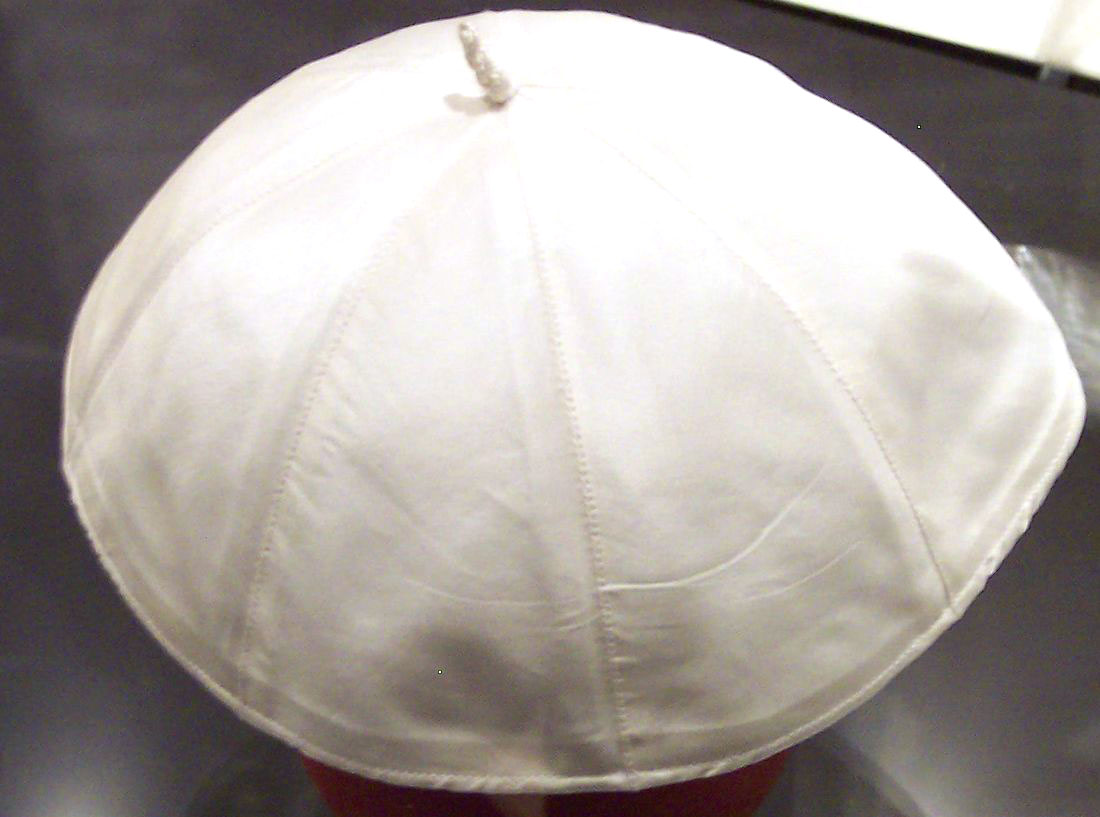
교황 전용의 하얀색 주케토

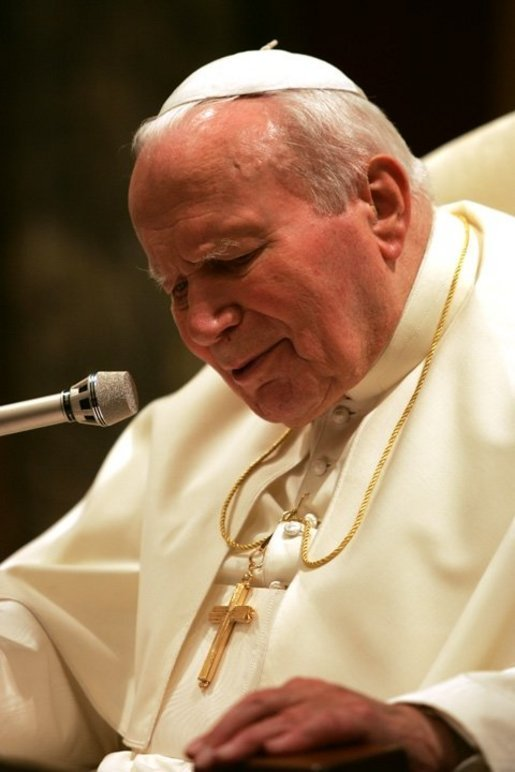
주케토를 쓴 교황 요한 바오로 2세

주케토(이탈리아어: Zucchetto)는 이탈리아어로 “작은 바가지”라는 뜻으로 라틴어인 필레올루스(pileolus)라고도 부른다. 로마 가톨릭교회를 비롯한 기독교 성직자들이 머리 위에 쓰는 테두리 없는 모자이다. 처음에는 실용적인 이유 -과거 삭발한 성직자의 머리를 추위와 습기로부터 보호- 로 도입하였으며 전통 의상의 요소로서 아직 살아 있다. 여덟 장의 헝겊을 꿰맴과 함께 맨 꼭대기에 꼭지가 달린 형태로 이루어져 있다.
로마 가톨릭교회에서 서품받은 이들은 모두 주케토를 쓸 자격이 있다. 다른 많은 교회 의복처럼 주케토의 색깔도 착용한 사람의 직책에 따라 다르다. 교황의 주케토는 하얀색이며 추기경의 주케토는 빨간색 또는 진홍색이다. 주교와 지방 대수도원장의 주케토는 자주색이다. 그리고 비록 실제로 착용하는 사람이 굉장히 드물기는 하지만 사제와 부제는 검은색 주케토를 착용한다.
주교는 미사 때에 예물 기도를 바치고 나서 감사 기도의 감사송을 바치기 전에 주케토(필레올루스)를 벗는다. 경우에 따라 부제가 주교에게서 받거나 머리에서 벗겨 봉사자에게 건넨다. 한편 주교는 영성체를 마치고 주교좌에 돌아가 주케토(필레올루스)를 다시 쓴다.

## 같이 보기
주케토는 가대복의 일부이므로 가대복 항목에서, '가대복 착용의 예' 부분을 참조한다.